# Montagny-les-Lanches

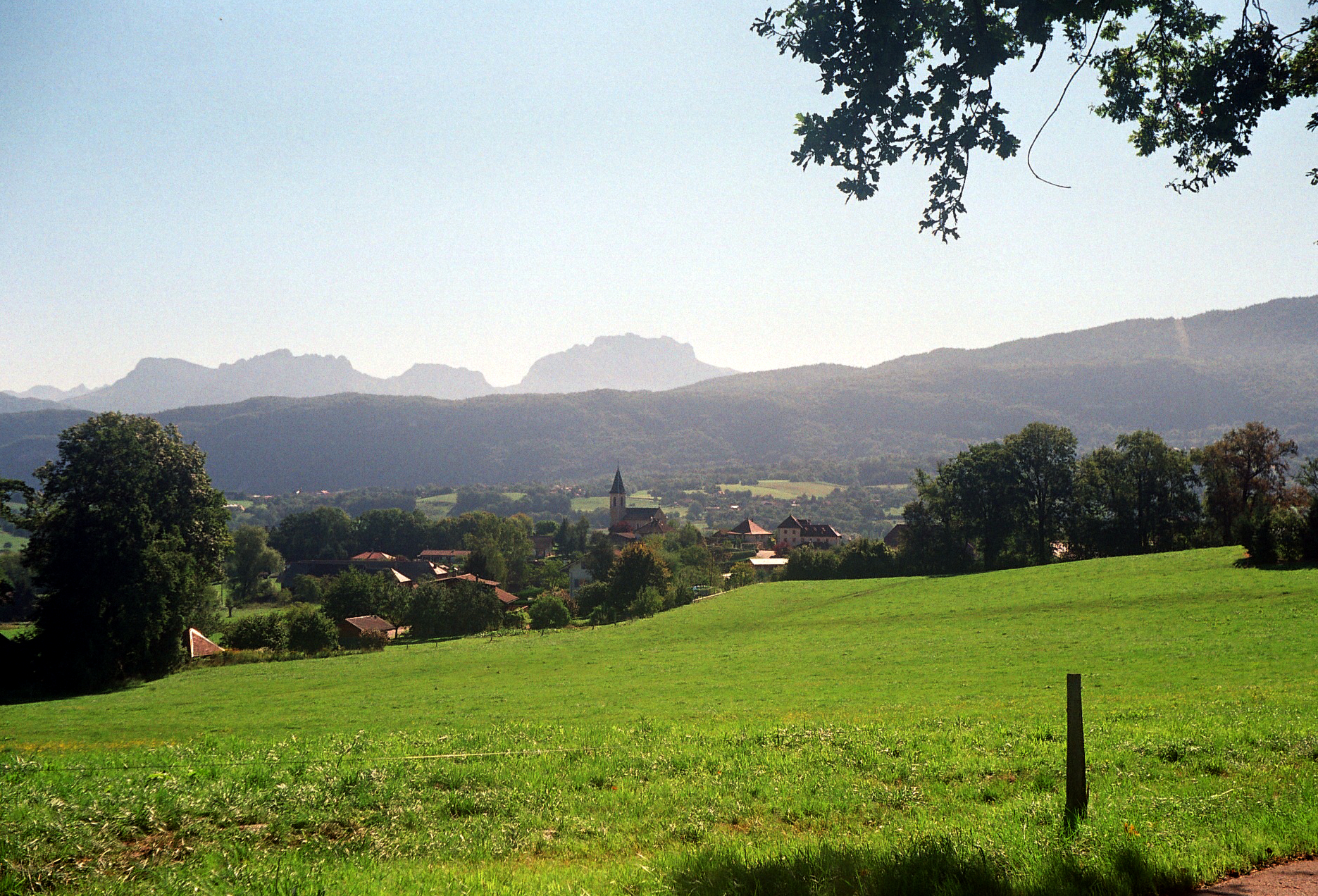
Blick auf Montagny, August 2010

Montagny-les-Lanches ist eine französische Gemeinde im Département Haute-Savoie in der Region Auvergne-Rhône-Alpes.

## Geographie
Montagny-les-Lanches liegt auf 610 m, etwa acht Kilometer südwestlich der Stadt Annecy (Luftlinie). Das Bauerndorf erstreckt sich an aussichtsreicher Lage im Alpenvorland an einem leicht nach Osten und Norden geneigten Hang auf dem Hochplateau des östlichen Albanais, zwischen dem Tal des Fier im Norden und dem Semnoz (Teil des Massivs der Bauges) im Südosten.
Die Fläche des 4,38 km² großen Gemeindegebiets umfasst einen Abschnitt des Albanais. Das nur schwach reliefierte Gebiet nimmt das Hochplateau von Montagny ein, das vom Ruisseau du Marais de l’Aile nach Norden zum Fier entwässert wird. Nach Westen erstreckt sich das Gemeindeareal auf die bewaldete Höhe von Les Lanches, auf der mit 729 m die höchste Erhebung von Montagny-les-Lanches erreicht wird.
Zu Montagny-les-Lanches gehören neben dem eigentlichen Ortskern auch mehrere Weilersiedlungen und Gehöfte, darunter: 
- Avulliens (559 m) in einer Senke unterhalb von Montagny
- Crévion (570 m) auf der Nordabdachung des Plateaus von Montagny

Nachbargemeinden von Montagny-les-Lanches sind Chavanod im Norden, Seynod im Osten, Chapeiry im Süden sowie Marcellaz-Albanais im Westen.

## Geschichte
Montagny wird im 15. Jahrhundert erstmals urkundlich erwähnt. Im Jahre 1935 wurde der Gemeindename in Montagny-les-Lanches umbenannt, um Verwechslungen mit anderen Orten namens Montagny zu vermeiden.

## Sehenswürdigkeiten
Die Dorfkirche wurde im 19. Jahrhundert im Stil der Neugotik erbaut.

## Bevölkerung
| Jahr                       | 1962 | 1968 | 1975 | 1982 | 1990 | 1999 |
| Einwohner                  | 158  | 186  | 233  | 260  | 346  | 369  |
| Quellen: Cassini und INSEE |      |      |      |      |      |      |

Mit 812 Einwohnern (Stand 1. Januar 2022) gehört Montagny-les-Lanches zu den kleinen Gemeinden des Département Haute-Savoie. Im Verlauf des 19. und 20. Jahrhunderts nahm die Einwohnerzahl aufgrund starker Abwanderung kontinuierlich ab (1901 wurden in Montagny-les-Lanches noch 247 Einwohner gezählt). Seit Mitte der 1960er Jahre wurde jedoch wieder eine deutliche Bevölkerungszunahme verzeichnet.

## Wirtschaft und Infrastruktur
Montagny-les-Lanches war bis weit ins 20. Jahrhundert hinein ein vorwiegend durch die Landwirtschaft geprägtes Dorf. Heute gibt es verschiedene Betriebe des Kleingewerbes. Ansonsten hat sich das Dorf zu einer Wohngemeinde entwickelt. Viele Erwerbstätige sind Wegpendler, die im Raum Annecy ihrer Arbeit nachgehen.
Die Ortschaft liegt abseits der größeren Durchgangsstraßen, ist aber von der Hauptstraße N201 (Annecy-Chambéry) leicht zu erreichen. Weitere Straßenverbindungen bestehen mit Chavanod, Marcellaz-Albanais und Balmont. Der nächste Anschluss an die Autobahn A41 befindet sich in einer Entfernung von rund 10 km.